# Орден Мануэля Амадора Герреро
Орден Мануэля Амадора Герреро — высшая государственная награда Панамы

## История
Орден был учреждён 29 октября 1953 года в 50-ю годовщину обретения независимости и назван в честь первого президента Панамы Мануэля Амадора Герреро.
По статуту орден предназначен для поощрения граждан Панамы и иностранных государств, которые имеют заслуги в искусстве, политике и науке на протяжении более 50 лет.
Знак на орденской цепи, как правило, вручается главам иностранных государств по дипломатическому протоколу в знак дружбы между странами.

## Степени
Орден имеет четыре класса:
- Орденская цепь
- Большой крест
- Гранд-офицер
- Командор

| Орденские планки |              |                         |                        |
| Командор         | Гранд-офицер | Кавалер Большого креста | Кавалер орденской цепи |

## Описание
Дизайн ордена создан в объединении европейского стиля и исторического стиля индейцев центральной Америки.

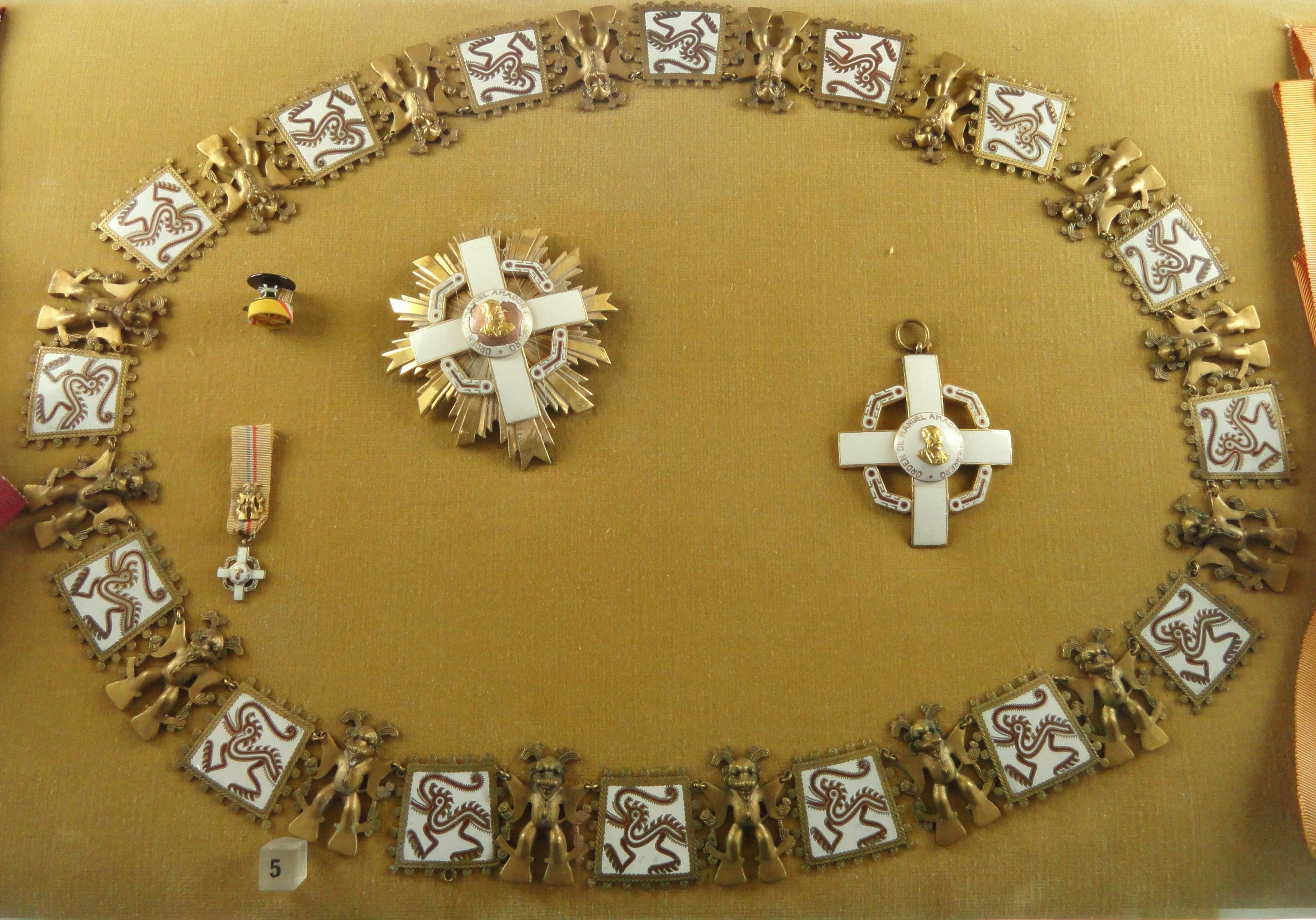
Инсигнии класса Орденская цепь

Орденская цепь тяжёлая, золотая, состоит из 32 чередующихся пластин в виде золотого божества и трапециевидной пластины, покрытой белой эмалью с изображением птицы в стиле индейцев центральной Америки, соединённых между собой цепочными звеньями.
Знак ордена — прямой крест белой эмали. Между перекладинами креста украшения белой эмали. В центре круглый медальон белой эмали с погрудным портретом Мануэля Амадора Герреро, по окружности от которого идёт надпись «ORDEN DE MANUEL AMADOR GUERRERO».
Звезда ордена двенадцатиконечная. Состоит из разновеликих лучей. На звезду наложен знак ордена.
Лента ордена жёлтого цвета с небольшими полосками посередине: синей, белой и красной.